# Octodontomys gliroides
Octodontomys gliroides es una especie de roedor de la familia Octodontidae, conocido comúnmente como soco, bori o chojchoka, propia de Sudamérica, que habita el altiplano y sierras bolivianas y de países limítrofes (Chile y Argentina). Habita entre los 2000 y 5000 metros de altitud. Es herbívoro y se hidrata habitualmente ingiriendo tejido de cactáceas. Tiene un importante desarrollo de la audición y la visión. Su comportamiento se describe como el de un trepador nocturno, que orada o cava de manera limitada.

## Distribución geográfica
Se encuentra y es una especie común en la Cordillera de los Andes, en el noroeste de Argentina, Bolivia, y el norte de Chile. Vive en zonas andinas secas, hábitats de altura con presencia de matorrales y/o arbustos.